# بيترو روسو
بيترو روسو (بالإيطالية: Simone Rosso)‏ هو لاعب كرة قدم إيطالي في مركز الوسط، ولد في 10 نوفمبر 1995 في بينيرولو في إيطاليا. شارك مع منتخب إيطاليا تحت 20 سنة لكرة القدم. أما مع النوادي، فقد لعب مع نادي برو فيرتشيلي ونادي بريشيا ونادي تورينو.

## وصلات خارجية
- بيترو روسو على موقع قاعدة بيانات كرة القدم.إي يو (الإنجليزية)
- بيترو روسو على موقع Soccerway.com (الإنجليزية)
- بيترو روسو على موقع AS.com (الإسبانية)